# Frank Michler Chapman
Frank Michler Chapman, född 12 juni 1864 i West Englewood, New Jersey, död 15 november 1945 i New York, var en amerikansk ornitolog.